# Herb gminy Milejów
Herb gminy Milejów – jeden z symboli gminy Milejów, autorstwa Walerego Pisarka, ustanowiony 22 czerwca 2004.

## Wygląd i symbolika
Herb przedstawia na tarczy dwudzielnej w słup, po prawej stronie w polu czerwonym nałęczka srebrna, po lewej stronie w polu niebieskim lilia podwójna srebrna z pierścieniem złotym w środku. Jest to połączenie herbów: Nałęcz rodu Roztworowskich i Gozdawa rodu Kickich.